# Wend Fischer
Wend Fischer (* 5. Januar 1916 in Berlin; † 2005) war ein deutscher Kunstkritiker, Redakteur und Museumsdirektor.

## Leben
Wend Fischer, Sohn des Studienrats Friedrich Fischer sowie dessen Ehegattin Elisabeth, geborene Eggebrecht, legte 1934 das Abitur am humanistischen Prinz-Heinrich-Gymnasium in Berlin-Schöneberg ab. Wend Fischer wandte sich im Anschluss dem Studium der Philosophie, Psychologie und Kunstgeschichte an der Friedrich-Wilhelms-Universität zu Berlin zu, welches er 1939 abschloss.
Der nach diversen beruflichen Einsätzen seit 1948 als Kunstkritiker wirkende Wend Fischer trat 1952 eine Redakteursstelle bei der Zeitschrift des Deutschen Werkbundes Werk und Zeit an.
1965 wurde er in der Nachfolge von Hans Eckstein zum Direktor des Staatlichen Museums Die Neue Sammlung gewählt. In dieser Funktion gestaltete er 1971 die erfolgreiche Ausstellung Die verborgene Vernunft. Funktionale Gestaltung im 19. Jahrhundert.
Im Jahr 1975 leitete er zusammen mit dem Generalsekretär Gustav Barcas von Hartmann eine Ausstellung über den Werkbund mit einem großartigen Katalog. Zwei Wanderausstellungen in Kooperation mit Josef Lehmbrock, 1971: Profitopolis oder: Der Mensch braucht eine andere Stadt und 1979: Von Profitopolis zur Stadt der Menschen (Begleitbuch zur Ausstellung mit Beiträgen von Wend Fischer, Josef Lehmbrock, Vilma Sturm, Manfred H. Siebker, Hubert Hoffmann, Hans Paul Bahrdt, Dieter Oeter, Aloys Bernatzky, Gerhard Scholz und Hugo Kükelhaus), laufen um die Welt. Der zum ordentlichen Mitglied der Association Internationale des Critiques d’Art gewählte Wend Fischer legte 1980 die Museumsleitung nieder.
Wend Fischer heiratete im Jahr 1952 Brunhild Haase. Dieser Verbindung entstammten die Kinder namens Babette sowie Kay. Er verstarb 2005 im Alter von 89 Jahren.

## Publikationen (Auswahl)
- Bau, Raum, Gerät, in: Die Kunst des 20. Jahrhunderts, R. Piper, München, 1957
- Plastik, in: Die Kunst des zwanzigsten Jahrhunderts, 3., R. Piper, München, 1957
- Zoltan Székessy, in: Monographien zur rheinisch-westfälischen Kunst der Gegenwart, Bd. 30., A. Bongers, Recklinghausen, 1965
- Industriebauten 1830-1930: eine fotografische Dokumentation, München, 1967
- Geborgenheit und Freiheit. Vom Bauen mit Glas, Scherpe, Krefeld, 1970
- Die verborgene Vernunft Funktionale Gestaltung im 19. Jahrhundert. München 29. Januar bis 28. März 1971. Die Neue Sammlung, München, 1971
- Die Neue Sammlung: Eine Auswahl aus dem Besitz des Museums, Staatliches Museum für angewandte Kunst, München, 1972
- Von Profitopoli$ zur Stadt der Menschen (mit Josef Lehmbrock), Die Neue Sammlung, München 1979